# Bandar al-Ahbabi
Bandar Mohamed Mohamed Saeed Mahdi al-Ahbabi (arabisch بندر الأحبابي, DMG Bandar al-Aḥbābī; geb. 9. Juli 1990 im Emirat Schardscha) ist ein Fußballspieler aus den Vereinigten Arabischen Emiraten.

## Karriere

### Klub
Bis einschließlich der Saison 2011/12 spielte er für al-Ain und wechselte danach zu al-Dhafra. Hier verblieb er aber nur zwei Spielzeiten und schloss sich danach dem Baniyas SC an. Im Oktober 2016 kehrte er anschließend wieder zu al-Ain zurück. Mit diesen wurde er seit dem zwei Mal Meister und konnte in der Saison 2021/22 den UAE Arabian Gulf Cup gewinnen.

### Nationalmannschaft
Sein Debüt für die A-Mannschaft der VAE bestritt er bereits am 11. Juni 2015, bei einer 0:3-Freundschaftsspielniederlage gegen Südkorea. Hier stand er in der Startelf und wurde dann zur zweiten Halbzeit für Mohamed al-Akbari ausgewechselt. Bis zu seinem nächsten Einsatz dauerte es dann aber bis August 2018, ab wo er in mehreren Freundschaftsspielen eingesetzt wurde. Sein erstes Turnier, war dann die Asienmeisterschaft 2019, wo er mit seiner Mannschaft bis ins Halbfinale kam, dort dann jedoch Katar unterlag. In jeder Partie der Mannschaft bei diesem Turnier wurde er dann auch eingesetzt. Nach weiteren Freundschaftsspielen und einer Partie der Qualifikation für die Weltmeisterschaft 2022, schloss er das Jahr im November und Dezember mit Einsätzen beim Golfpokal 2019 ab.
Nebst weiteren Qualifikationsspielen folgte noch der Arabien-Pokal 2021, wo er mit seiner Mannschaft bis ins Viertelfinale kam.